# Вісдом Міке
Вісдом Окпако Міке (нім. Wisdom Okpako Mike, нар. 24 вересня 2008, Німеччина) — німецький футболіст нігерійського походження, вінгер мюнхенської «Баварії».

## Ігрова кар'єра

### Клубна
Вісдом Міке пройшов через молодіжні команди німецьких клубів «Дуйсбург» і «Боруссія» (Менхенгладбах). У 2022 році футболіст приєднався до молодіжки мюнхенської «Баварії».
7 лютого 2025 року Міке був викликаний на матч чемпіонату Німеччини в склад головної команди «Баварії» на поєдинок проти «Вердера». Але залишився в запасі.
Влітку 2025 року тренерський штаб «Баварії» викликав Міке на передсезонний тренувальний збір головної команди. 8 серпня футболіст продовжив свій контракт з клубом.

### Збірна
Вісдом Міке має нігерійське коріння але з 2023 року почав свої виступи в юнацьких збірних Німеччини. В травні 2025 року в складі збірної Німеччини (U-17) Міке брав участь у юнацькому чемпіонаті Європи в Албанії.

## Титули і досягнення
- Володар Суперкубка Німеччини (1):

«Баварія»: 2025